# Primavalle
Primavalle är en stadsdel i västra Rom vars omfattning kan definieras på två olika sätt beroende på utgångspunkt. Med namnet avses dels en tätortsliknande enhet med urban karaktär, en så kallad ”zona urbanistica” (19B), dels ett geografiskt område (”suddivisione toponomastica”) omfattande en betydligt större yta på kartan än den förstnämnda enheten. Befolkningen är cirka 75 000 personer av vilka cirka 58 000 bor inom den urbana zonen.

## Geografi och namn
Primavalle ("första dalen") ligger som namnet antyder i en dalgång som löper i nord-sydlig riktning, strax väster om den höjd där Roms högsta punkt Monte Mario är belägen. En traditionell uppfattning är att den har sitt namn av att den var den första dalgången man nådde när man kom från det antika Rom åt detta håll och hade passerat Monte Mario.

## Historia
Primavalle hade fram till 1930-talet en lantlig karaktär med gles bebyggelse, huvudsakligen bestående av baracker som åtminstone officiellt var tillfälliga bostäder. Under detta årtionde drogs området in i den fascistiska regimens Case popolari-projekt med nya bostäder avsedda för låginkomsttagare och 1938 färdigställdes de första permanenta flerfamiljshusen i området. Projektet slutfördes först under 1950-talet då den nya arbetarstadsdelen ansågs vara färdigbyggd och stadsdelen Quartiere XXVII Primavalle inrättades den 13 september 1961. Befolkningsökningen skedde i snabb takt under 1950- och 1960-talets kraftiga ekonomiska tillväxt, från 30 118 invånare 1951 till 63 052 tio år senare och 114 681 år 1971.
Primavalle byggdes för att bli en arbetarstadsdel och den har förblivit en sådan in på 2000-talet. Kommunistpartiet PCI var under sin existens det politiska parti som samlade flest röster i Primavalle och under 1970-talets politiska oroligheter etablerade den radikala utomparlamentariska vänstern, framförallt Potere Operaio, ett av sina starkaste fästen i huvudstaden just i Primavalle. Efter de så kallade blyåren utvecklades Primavalle under 1980-talet till ett centrum för droghandel och kriminella element tog kontroll över stora delar av området. Situationen har därefter förbättrats men samtidigt har befolkningssiffrorna sjunkit och andelen invandrare har ökat markant. När området var nytt i början av 1940-talet var det enklaste sättet att ta sig dit med buss (linje 236); sedan 2000 når metrons linje A Primavalle med den norra ändstationen Battistini. På 2000-talet har Primavalle alltmer fått karaktär av en sovstad och den en gång livliga kommersiella verksamhet som inleddes med öppnandet av en stor saluhall 1955 har nästan helt upphört efter millennieskiftet.